# Lee Kang-seok

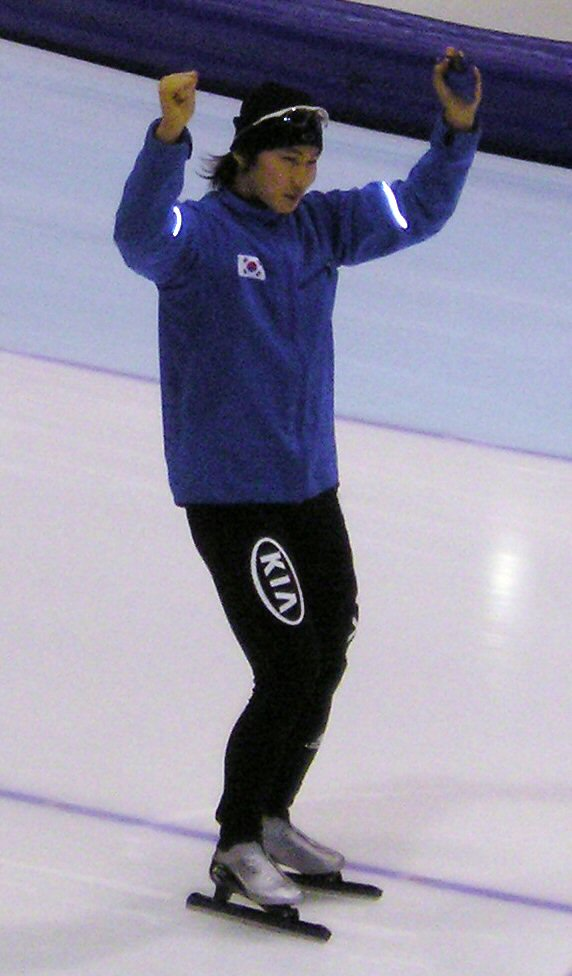
Lee beim Weltcup in Heerenveen im März 2006

Lee Kang-seok (* 28. Februar 1985 in Uijeongbu) ist ein südkoreanischer Eisschnellläufer. Er ist Spezialist für die Sprintstrecken.
Im November 2005 gewann Lee in Milwaukee seinen ersten Weltcup über 500 Meter. Bis 2006 folgten zwei weitere Siege und mehrere Podestplätze. In der Saison 2005/06 gewann er auch den Gesamtweltcup über 500 Meter. Bei den Olympischen Winterspielen 2006 in Turin erreichte er über 500 Meter den Bronzerang hinter Joey Cheek und Dmitri Dorofejew. Bei den Olympischen Spielen 2010 in Vancouver verpasste Lee als Viertplatzierter die Medaillenränge nur knapp.